# هنري إتش بيل
هنري إتش بيل (بالإنجليزية: Henry H. Bell)‏ هو ضابط أمريكي، ولد في 13 أبريل 1808 في مقاطعة أورانج في الولايات المتحدة، وتوفي في 11 يناير 1868 في خليج أوساكا في اليابان.